# Constituição da Suécia
A Constituição da Suécia (em sueco:  Sveriges grundlagar) é composta por quatro ”leis fundamentais” (grundlagar) que constituem a lei suprema do país e regulamentam o seu sistema político:
- O Instrumento de Governo (Regeringsformen, RF, 1975)[3]
- O Ato da Sucessão (Successionsordningen, SO, 1810)[4]
- O Ato da Liberdade de Imprensa (Tryckfrihetsförordningen, TF, 1949)[5]
- A Lei Fundamental da Liberdade de Expressão (Yttrandefrihetsgrundlagen, YGL, 1991)[6]

Para alterar a uma lei fundamental (grundlag), o parlamento sueco (Riksdag) tem de aprovar essa alteração duas vezes consecutivas, com eleições gerais entre as duas ocasiões.
Para além destas 4 leis fundamentais, existe uma lei não fundamental, mas com um caráter especial, que a aproxima das referidas leis:
- O Acto Parlamentar (Riksdagsordningen, RO, 2014), um regulamento do parlamento da Suécia (Riksdagen).[8][9]